# L'afer Tornassol
L'afer Tornassol (en francès: L'Affaire Tournesol) és el divuitè àlbum de Les aventures de Tintín, la sèrie de còmics del dibuixant belga Hergé. Inicialment es va publicar serialitzat a la revista Tintin entre el desembre del 1954 i el febrer del 1956, abans de publicar-se com a àlbum el 1956. La trama segueix el jove reporter Tintín, el seu gos Milú i el seu amic el capità Haddock en el rescat del professor Tornassol. El govern borduri l'ha segrestat perquè ha creat una màquina que pot destruir objectes amb ones sonores.
Com l'anterior volum, Hem caminat damunt la Lluna, l'equip d'artistes dels Estudis Hergé va col·laborar en la creació de L'afer Tornassol. La història reflecteix les tensions que Europa estava vivint a causa de la Guerra Freda, la dècada del 1950, i presenta dos personatges recurrrents de la sèrie: Serafí Llantió i el coronel Sponsz. L'afer Tornassol va rebre crítiques positives, algunes de les quals asseguraven que es tractava d'un dels millors àlbums de Tintín.

## Argument
Durant una tempesta, les finestres de vidre i els objectes de porcellana del castell del Molí s'esmicolen inexplicablement. Se senten trets al jardí del castell, i en Tintín i el capità Haddock descobreixen un home ferit amb accent estranger que no triga a desaparèixer. L'endemà al matí, el professor Tornassol se'n va a Ginebra per assistir a una conferència de física nuclear. En Tintín i el capità aprofiten l'oportunitat per investigar el laboratori, on descobreixen que els experiments del professor van provocar que els vidres es trenquessin la nit anterior. Mentre ho estan investigant, els ataca un estranger que fuig de seguida. Tement que el professor pugui estar en perill, enfilen també cap a Ginebra.